# Нерчинск
Не́рчинск (на руски: Нерчинск; на бурятски: Нэршүү) е град в Забайкалски край, Русия. Разположен е в подножието на Боршчовочния хребет, на левия бряг на река Нерча, на 7 km от вливането ѝ в Шилка. Административен център е на Нерчински район. Към 2018 г. има население от 14 919 души.
Средната годишна температура в града е −5,3 °C, като средната януарска е −36 °C, а средната юлска е 17,5 °C.

## История
Селището е основано през 1653 г. от казашкия сотник Пьотър Бекетов под названието Нелюцкий (или Нелюдский) острог. След като е опожарен от хората на Гантимур, е възстановен през 1657 г. от енисейския войвода Афанасий Пашков, който го кръщава Нерчински острог.
През 1677 г. около селището са открити залежи на сребро. Руският войвода Иван Власов построява заводи за преработка на сребро. Първото сребро в Нерчинск е разтопено през 1686 г. Все пак, редовна работа заводът започва едва през 1704 г.
През 1689 г. в града е подписан Нерчинския договор с Китай. Тогава се превръща в главен център на търговията между Русия и Китай. В периода 1664 – 1773 г. близо до града действа Нерчинския Успенски манастир, който е и първият в Забайкалието. През 1712 г. манастирът става първата каменна постройка на изток от Байкал. Закрит е с указ на Екатерина II. В периода 1755 – 1765 г. в града действа Нерчинското навигационно училище. През 1884 г. е основана библиотека, а през 1886 г. е създаден краеведски музей. По това време градът страда от чести наводнения. Към края на 19 век градът губи значението си, когато Транссибирската магистрала е построена през Чита.
През 19 – 20 век Нерчинск се превръща в място за политическо изгнание и каторга. Тук са заточени революционерите Григорий Котовский и Фани Каплан. По време на Гражданската война в Русия градът е превзет от японски войски. В периода 1926 – 1930 г. попада в състава на Далекоизточния край. До 1990-те години се обслужва от летище. В днешно време в Нерчинск работи електромеханичен завод.

## Население
| 1780   | 1820   | 1856   | 1890   | 1897   | 1913   | 1926   |
| ------ | ------ | ------ | ------ | ------ | ------ | ------ |
| 2503   | 2443   | 4700   | 4906   | 6600   | 14 700 | 6500   |
| 1931   | 1939   | 1959   | 1970   | 1979   | 1989   | 1996   |
| 7800   | 13 200 | 13 500 | 13 376 | 16 937 | 16 961 | 15 300 |
| 2000   | 2003   | 2006   | 2009   | 2012   | 2015   | 2017   |
| 15 100 | 15 700 | 14 500 | 14 140 | 14 912 | 14 746 | 14 912 |